# Coussiège

Éléments architecturaux pouvant constituer une baie à coussièges.

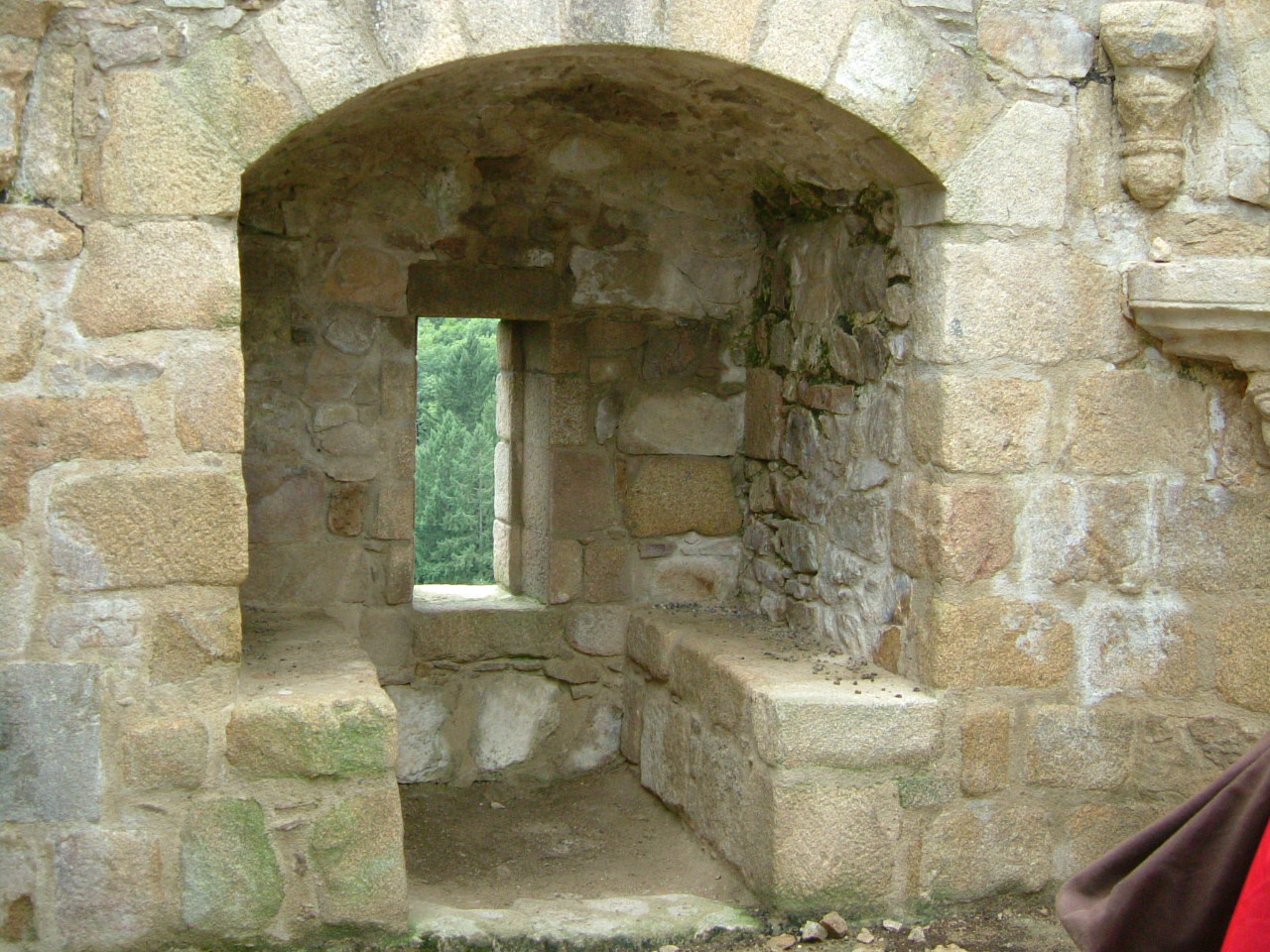
Baie à coussièges du château de Crozant.

Un coussiège (du latin culcita, « coussin » et sedes, « siège ») est un banc ménagé dans l'embrasure d'une fenêtre par un ressaut de la baie. Forme courante dans les constructions médiévales, il s'agit le plus souvent d'une banquette en pierre, intégrée à la maçonnerie, revêtue de bois, de coussins. Les embrasures étroites sont pourvues d'un coussiège unique tandis que les larges baies peuvent recevoir des coussièges doubles se faisant face.
Les fenêtres de châteaux ou de maisons de ville sont parfois flanquées de deux coussièges (« fenêtres à coussièges ») qui ont servi soit de « bancs de veille » pour la surveillance, soit de siège permettant de profiter de la lumière naturelle extérieure pour la lecture, l'écriture ou les petits travaux manuels.
Cet élément de confort contribuait accessoirement à réduire l'importance de l'allège et la difficulté technique de sa réalisation.